# Área metropolitana de Altoona
El Área Metropolitana de Altoona y oficialmente como Área Estadística Metropolitana de Altoona, PA MSA tal como lo define la Oficina de Administración y Presupuesto, es un Área Estadística Metropolitana centrada en la ciudad de Altoona en el estado estadounidense de Pensilvania. El área metropolitana tenía una población en el Censo de 2010 de 127.089 habitantes, convirtiéndola en la 301.º área metropolitana más poblada de los Estados Unidos. El área metropolitana de Altoona comprende solamente el condado de Blair y la ciudad más poblada es Altoona.

## Composición del área metropolitana

### Ciudades
Altoona 

### Boroughs
Bellwood |
Duncansville  |
Hollidaysburg |
Martinsburg |
Newry |
Roaring Spring |
Tunnelhill‡ |
Tyrone |
Williamsburg 

### Municipios
Allegheny |
Antis |
Blair |
Catharine |
Frankstown |
Freedom |
Greenfield |
Huston |
Juniata |
Logan |
North Woodbury |
Snyder |
Taylor |
Tyrone |
Woodbury

### Lugares designados por el censo
Claysburg |
East Freedom |
Foot of Ten |
Tipton 

### Áreas no incorporadas
Bald Eagle 